# Liste des stations du tramway de Genève
Pour un article plus général, voir Tramway de Genève.

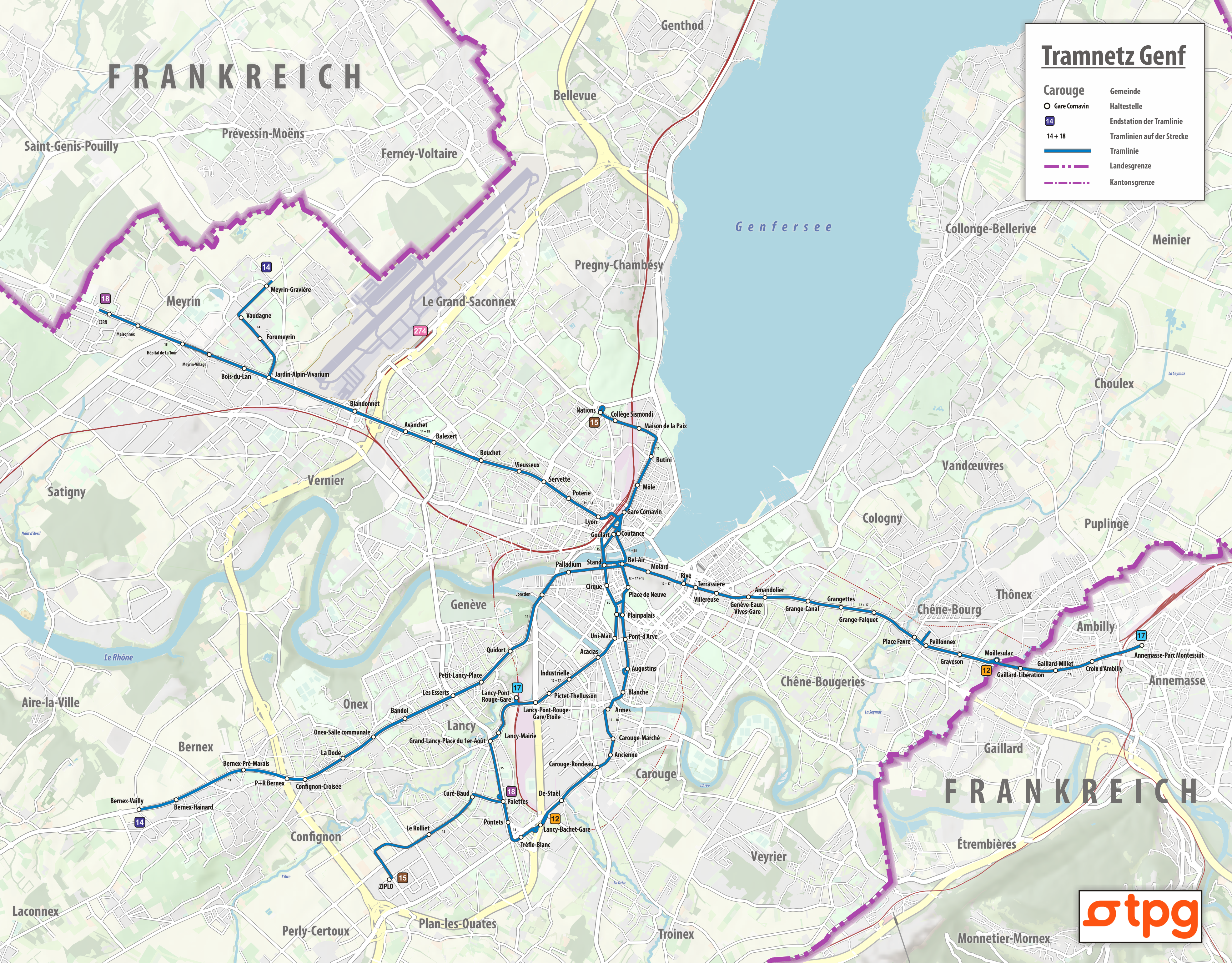
Plan du réseau en 2024.

Liste par ordre alphabétique des stations du tramway de Genève en Suisse.

## Liste des stations
| Station                         | Lat/Long                                                                            | Commune         | Ligne(s) de tramway       |
| ------------------------------- | ----------------------------------------------------------------------------------- | --------------- | ------------------------- |
| Ambilly, Croix-d'Ambilly        | 46° 11′ 34″ N, 6° 13′ 28″ E                                                         | Ambilly         | (17)                      |
| Annemasse, Parc Montessuit      | 46° 11′ 39″ N, 6° 13′ 53″ E                                                         | Annemasse       | (17)                      |
| Bernex, Hainard                 | 46° 10′ 33″ N, 6° 03′ 57″ E                                                         | Bernex          | (14)                      |
| Bernex, Luchepelet              | 46° 10′ 41″ N, 6° 04′ 23″ E                                                         | Bernex          | (14)                      |
| Bernex, P+R                     | 46° 10′ 44″ N, 6° 05′ 04″ E                                                         | Bernex          | (14)                      |
| Bernex, Pré-Marais              | 46° 10′ 46″ N, 6° 04′ 42″ E                                                         | Bernex          | (14)                      |
| Bernex, Vailly                  | 46° 10′ 30″ N, 6° 03′ 44″ E                                                         | Bernex          | (14)                      |
| Carouge, Ancienne               | 46° 10′ 54″ N, 6° 08′ 27″ E                                                         | Carouge         | (12) · (18)               |
| Carouge, Armes                  | 46° 11′ 12″ N, 6° 08′ 25″ E                                                         | Carouge         | (12) · (18)               |
| Carouge, Marché                 | 46° 11′ 03″ N, 6° 08′ 26″ E                                                         | Carouge         | (12) · (18)               |
| Carouge, Pictet-Thellusson      | 46° 11′ 20″ N, 6° 07′ 51″ E                                                         | Carouge         | (15) · (17)               |
| Carouge, Rondeau                | 46° 10′ 46″ N, 6° 08′ 17″ E                                                         | Carouge         | (12) · (18)               |
| Chêne-Bougeries, Grange-Canal   | 46° 11′ 59″ N, 6° 10′ 29″ E                                                         | Chêne-Bougeries | (12) · (17)               |
| Chêne-Bougeries, Grange-Falquet | 46° 11′ 54″ N, 6° 11′ 08″ E                                                         | Chêne-Bougeries | (12) · (17)               |
| Chêne-Bougeries, Grangettes     | 46° 11′ 56″ N, 6° 10′ 49″ E                                                         | Chêne-Bougeries | (12) · (17)               |
| Chêne-Bourg, Peillonnex         | 46° 11′ 39″ N, 6° 11′ 46″ E                                                         | Chêne-Bourg     | (12) · (17)               |
| Chêne-Bourg, Place Favre        | 46° 11′ 44″ N, 6° 11′ 32″ E                                                         | Chêne-Bourg     | (12) · (17)               |
| Confignon, croisée              | 46° 10′ 43″ N, 6° 05′ 18″ E                                                         | Confignon       | (14)                      |
| Confignon, La Dode              | 46° 10′ 50″ N, 6° 05′ 40″ E                                                         | Confignon       | (14)                      |
| Gaillard, Libération            | 46° 11′ 29″ N, 6° 12′ 42″ E                                                         | Gaillard        | (17)                      |
| Gaillard, Millet                | 46° 11′ 29″ N, 6° 13′ 01″ E                                                         | Gaillard        | (17)                      |
| Genève-Eaux-Vives, gare         | 46° 12′ 00″ N, 6° 09′ 52″ E                                                         | Genève          | (12) · (17)               |
| Genève, Acacias                 | 46° 11′ 34″ N, 6° 08′ 18″ E                                                         | Genève          | (15) · (17)               |
| Genève, Amandolier              | 46° 12′ 00″ N, 6° 10′ 05″ E                                                         | Genève          | (12) · (17)               |
| Genève, Augustins               | 46° 11′ 31″ N, 6° 08′ 38″ E                                                         | Genève          | (12) · (18)               |
| Genève, Bel-Air                 | 46° 12′ 14″ N, 6° 08′ 39″ E 46° 12′ 17″ N, 6° 08′ 36″ E                             | Genève          | (12) · (14) · (17) · (18) |
| Genève, Blanche                 | 46° 11′ 20″ N, 6° 08′ 35″ E                                                         | Genève          | (12) · (18)               |
| Genève, Butini                  | 46° 13′ 01″ N, 6° 08′ 52″ E                                                         | Genève          | (15)                      |
| Genève, Cirque                  | 46° 12′ 02″ N, 6° 08′ 27″ E                                                         | Genève          | (15)                      |
| Genève, Collège Sismondi        | 46° 13′ 16″ N, 6° 08′ 29″ E                                                         | Genève          | (15)                      |
| Genève, Coutance                | 46° 12′ 26″ N, 6° 08′ 32″ E                                                         | Genève          | (14) · (18)               |
| Genève, gare Cornavin           | 46° 12′ 35″ N, 6° 08′ 31″ E 46° 12′ 36″ N, 6° 08′ 36″ E                             | Genève          | (14) · (15) · (18)        |
| Genève, Goulart                 | 46° 12′ 27″ N, 6° 08′ 29″ E                                                         | Genève          | (15)                      |
| Genève, Industrielle            | 46° 11′ 25″ N, 6° 08′ 02″ E                                                         | Genève          | (15) · (17)               |
| Genève, Jonction                | 46° 12′ 03″ N, 6° 07′ 47″ E                                                         | Genève          | (14)                      |
| Genève, Lyon                    | 46° 12′ 36″ N, 6° 08′ 17″ E                                                         | Genève          | (14) · (18)               |
| Genève, Maison de la Paix       | 46° 13′ 12″ N, 6° 08′ 44″ E                                                         | Genève          | (15)                      |
| Genève, Mercier                 | 46° 12′ 27″ N, 6° 08′ 23″ E                                                         | Genève          | (15)                      |
| Genève, Molard                  | 46° 12′ 11″ N, 6° 08′ 49″ E                                                         | Genève          | (12) · (17)               |
| Genève, Môle                    | 46° 12′ 48″ N, 6° 08′ 44″ E                                                         | Genève          | (15)                      |
| Genève, Nations                 | 46° 13′ 20″ N, 6° 08′ 21″ E                                                         | Genève          | (15)                      |
| Genève, Palladium               | 46° 12′ 11″ N, 6° 08′ 06″ E                                                         | Genève          | (14)                      |
| Genève, Place de Neuve          | 46° 12′ 03″ N, 6° 08′ 37″ E                                                         | Genève          | (12) · (17) · (18)        |
| Genève, Plainpalais             | 46° 11′ 52″ N, 6° 08′ 35″ E 46° 11′ 54″ N, 6° 08′ 31″ E                             | Genève          | (12) · (15) · (17) · (18) |
| Genève, Pont-d'Arve             | 46° 11′ 42″ N, 6° 08′ 36″ E                                                         | Genève          | (12) · (18)               |
| Genève, Poterie                 | 46° 12′ 42″ N, 6° 08′ 01″ E                                                         | Genève          | (14) · (18)               |
| Genève, Rive                    | 46° 12′ 06″ N, 6° 09′ 09″ E                                                         | Genève          | (12) · (17)               |
| Genève, Servette                | 46° 12′ 49″ N, 6° 07′ 48″ E                                                         | Genève          | (14) · (18)               |
| Genève, Stand                   | 46° 12′ 15″ N, 6° 08′ 26″ E 46° 12′ 13″ N, 6° 08′ 26″ E 46° 12′ 14″ N, 6° 08′ 24″ E | Genève          | (14) · (15)               |
| Genève, Terrassière             | 46° 12′ 04″ N, 6° 09′ 22″ E                                                         | Genève          | (12) · (17)               |
| Genève, Uni-Mail                | 46° 11′ 41″ N, 6° 08′ 28″ E                                                         | Genève          | (15) · (17)               |
| Genève, Vieusseux               | 46° 12′ 54″ N, 6° 07′ 30″ E                                                         | Genève          | (14) · (18)               |
| Genève, Villereuse              | 46° 12′ 02″ N, 6° 09′ 31″ E                                                         | Genève          | (12) · (17)               |
| Grand-Lancy, Curé-Baud          | 46° 10′ 30″ N, 6° 06′ 58″ E                                                         | Lancy           | (15)                      |
| Grand-Lancy, De-Staël           | 46° 10′ 34″ N, 6° 07′ 57″ E                                                         | Lancy           | (12) · (18)               |
| Grand-Lancy, Lancy Piscine      | 46° 10′ 45″ N, 6° 07′ 18″ E                                                         | Lancy           | (15)                      |
| Grand-Lancy, Mairie de Lancy    | 46° 11′ 03″ N, 6° 07′ 19″ E                                                         | Lancy           | (15)                      |
| Grand-Lancy, Palettes           | 46° 10′ 26″ N, 6° 07′ 46″ E                                                         | Lancy           | (15) · (18)               |
| Grand-Lancy, Place du 1er-Août  | 46° 10′ 55″ N, 6° 07′ 15″ E                                                         | Lancy           | (15)                      |
| Grand-Lancy, Pontets            | 46° 10′ 24″ N, 6° 07′ 25″ E                                                         | Lancy           | (18)                      |
| Lancy-Bachet, gare              | 46° 10′ 26″ N, 6° 07′ 46″ E                                                         | Lancy           | (12) · (18)               |
| Lancy-Pont-Rouge, gare          | 46° 11′ 16″ N, 6° 07′ 29″ E                                                         | Lancy           | (17)                      |
| Lancy-Pont-Rouge, gare/Étoile   | 46° 11′ 15″ N, 6° 07′ 37″ E                                                         | Lancy           | (15) · (17)               |
| Meyrin, Bois-du-Lan             | 46° 13′ 38″ N, 6° 04′ 43″ E                                                         | Meyrin          | (18)                      |
| Meyrin, CERN                    | 46° 14′ 03″ N, 6° 03′ 11″ E                                                         | Meyrin          | (18)                      |
| Meyrin, Forumeyrin              | 46° 13′ 52″ N, 6° 04′ 50″ E                                                         | Meyrin          | (14)                      |
| Meyrin, Gravière                | 46° 14′ 12″ N, 6° 04′ 55″ E                                                         | Meyrin          | (14)                      |
| Meyrin, Hôpital de La Tour      | 46° 13′ 48″ N, 6° 04′ 05″ E                                                         | Meyrin          | (18)                      |
| Meyrin, Jardin-Alpin-Vivarium   | 46° 13′ 33″ N, 6° 05′ 01″ E                                                         | Meyrin          | (14) · (18)               |
| Meyrin, Maisonnex               | 46° 13′ 55″ N, 6° 03′ 38″ E                                                         | Meyrin          | (18)                      |
| Meyrin, Vaudagne                | 46° 14′ 00″ N, 6° 04′ 39″ E                                                         | Meyrin          | (14)                      |
| Meyrin, village                 | 46° 13′ 44″ N, 6° 04′ 18″ E                                                         | Meyrin          | (18)                      |
| Onex, Bandol                    | 46° 11′ 10″ N, 6° 06′ 25″ E                                                         | Onex            | (14)                      |
| Onex, Salle communale           | 46° 11′ 00″ N, 6° 06′ 00″ E                                                         | Onex            | (14)                      |
| Petit-Lancy, Les Esserts        | 46° 11′ 16″ N, 6° 06′ 44″ E                                                         | Lancy           | (14)                      |
| Petit-Lancy, place              | 46° 11′ 24″ N, 6° 07′ 07″ E                                                         | Lancy           | (14)                      |
| Petit-Lancy, Quidort            | 46° 11′ 38″ N, 6° 07′ 26″ E                                                         | Lancy           | (14)                      |
| Plan-les-Ouates, Le Rolliet     | 46° 10′ 17″ N, 6° 06′ 30″ E                                                         | Plan-les-Ouates | (15)                      |
| Plan-les-Ouates, Trèfle-Blanc   | 46° 10′ 19″ N, 6° 07′ 34″ E                                                         | Plan-les-Ouates | (18)                      |
| Plan-les-Ouates, ZIPLO          | 46° 10′ 00″ N, 6° 06′ 12″ E                                                         | Plan-les-Ouates | (15)                      |
| Thônex, Graveson                | 46° 11′ 36″ N, 6° 12′ 00″ E                                                         | Thônex          | (12) · (17)               |
| Thônex, Moillesulaz             | 46° 11′ 33″ N, 6° 12′ 23″ E                                                         | Thônex          | (12) · (17)               |
| Vernier, Avanchets-Étang        | 46° 13′ 11″ N, 6° 06′ 20″ E                                                         | Vernier         | (14) · (18)               |
| Vernier, Balexert               | 46° 13′ 06″ N, 6° 06′ 38″ E                                                         | Vernier         | (14) · (18)               |
| Vernier, Blandonnet             | 46° 13′ 19″ N, 6° 05′ 50″ E                                                         | Vernier         | (14) · (18)               |
| Vernier, Bouchet                | 46° 12′ 59″ N, 6° 07′ 05″ E                                                         | Vernier         | (14) · (18)               |

Quelques stations du tramway de Genève
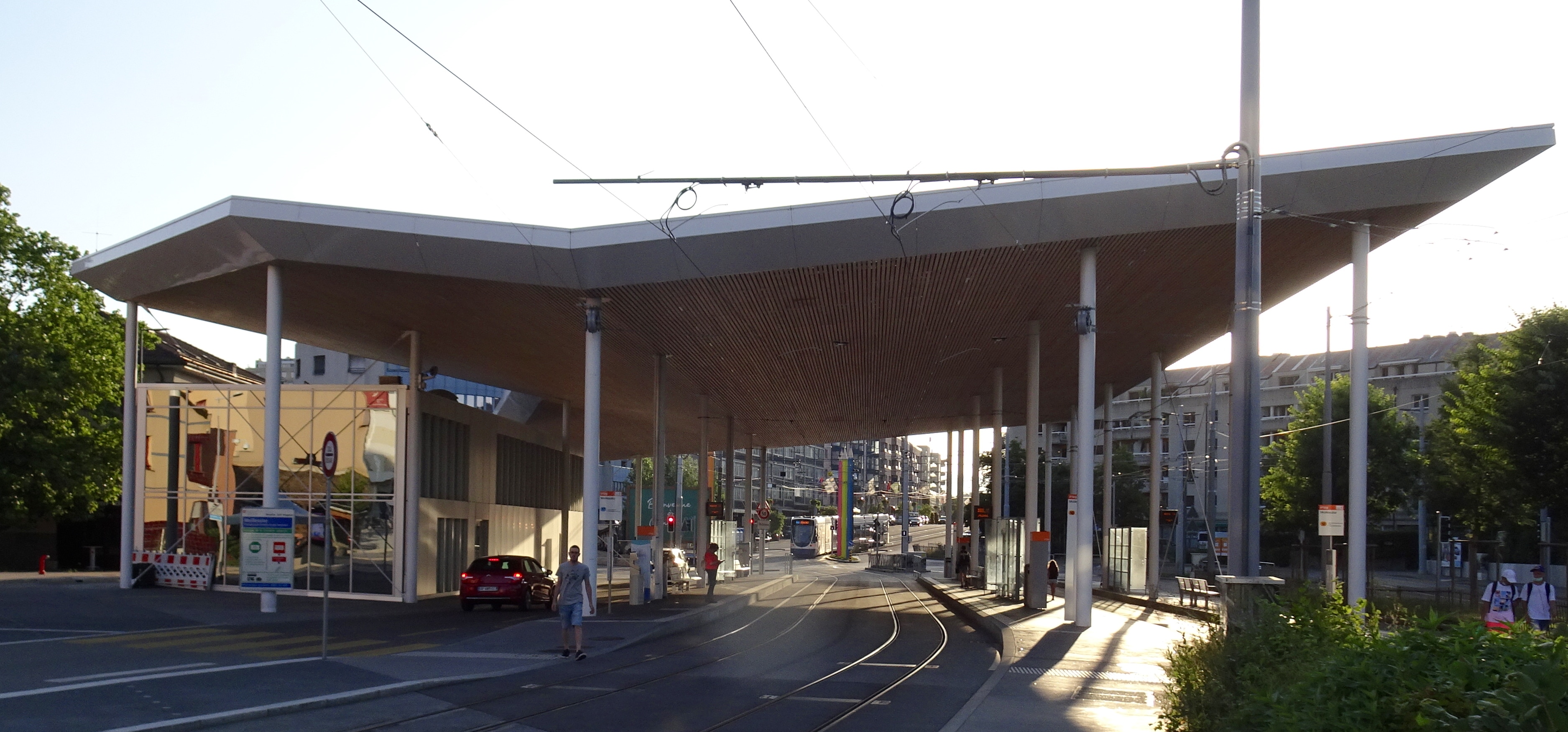
Thônex, Moillesulaz
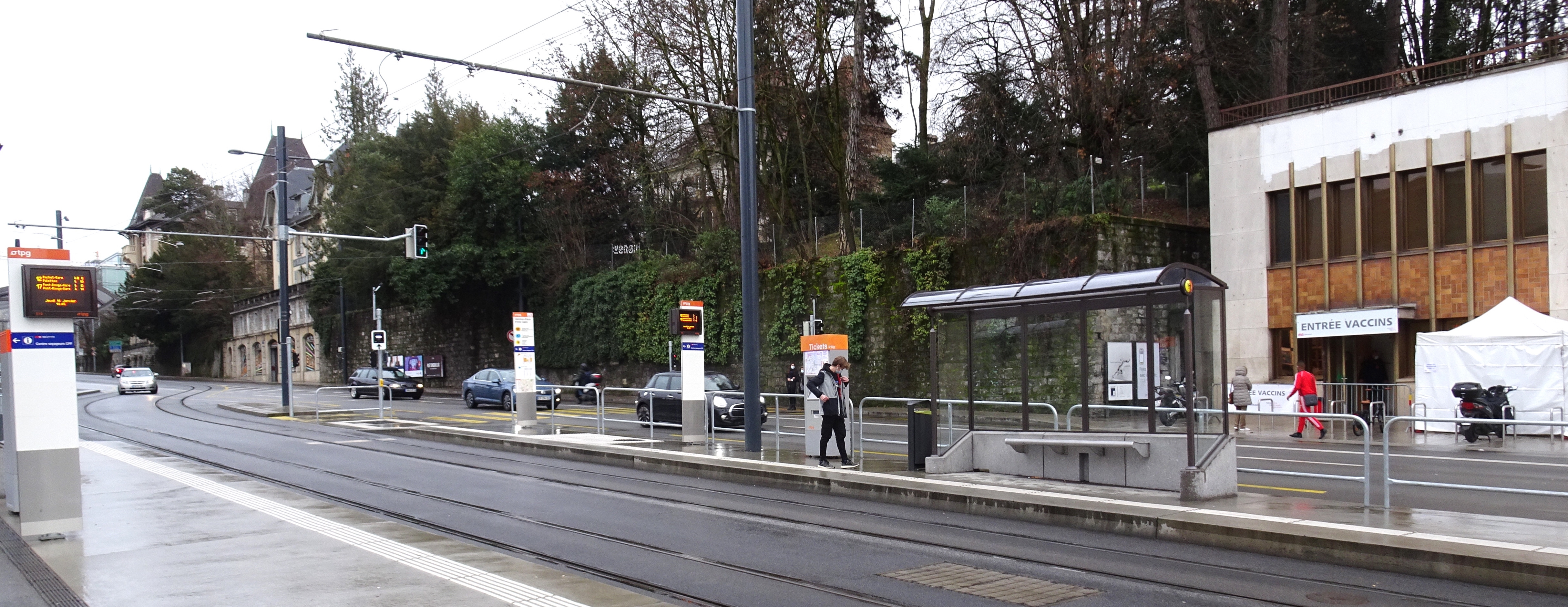
Genève-Eaux-Vives, gare
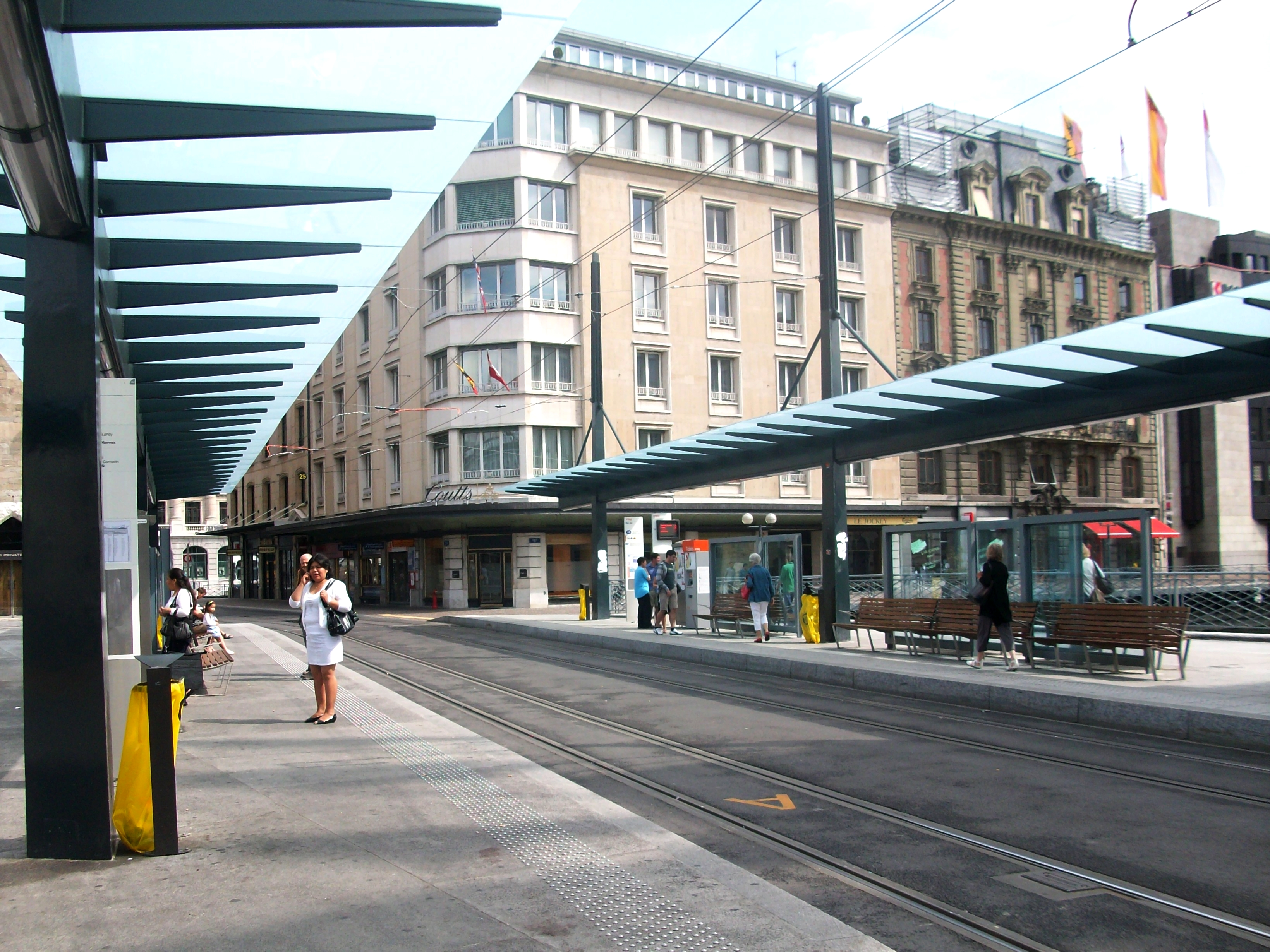
Genève, Bel-Air
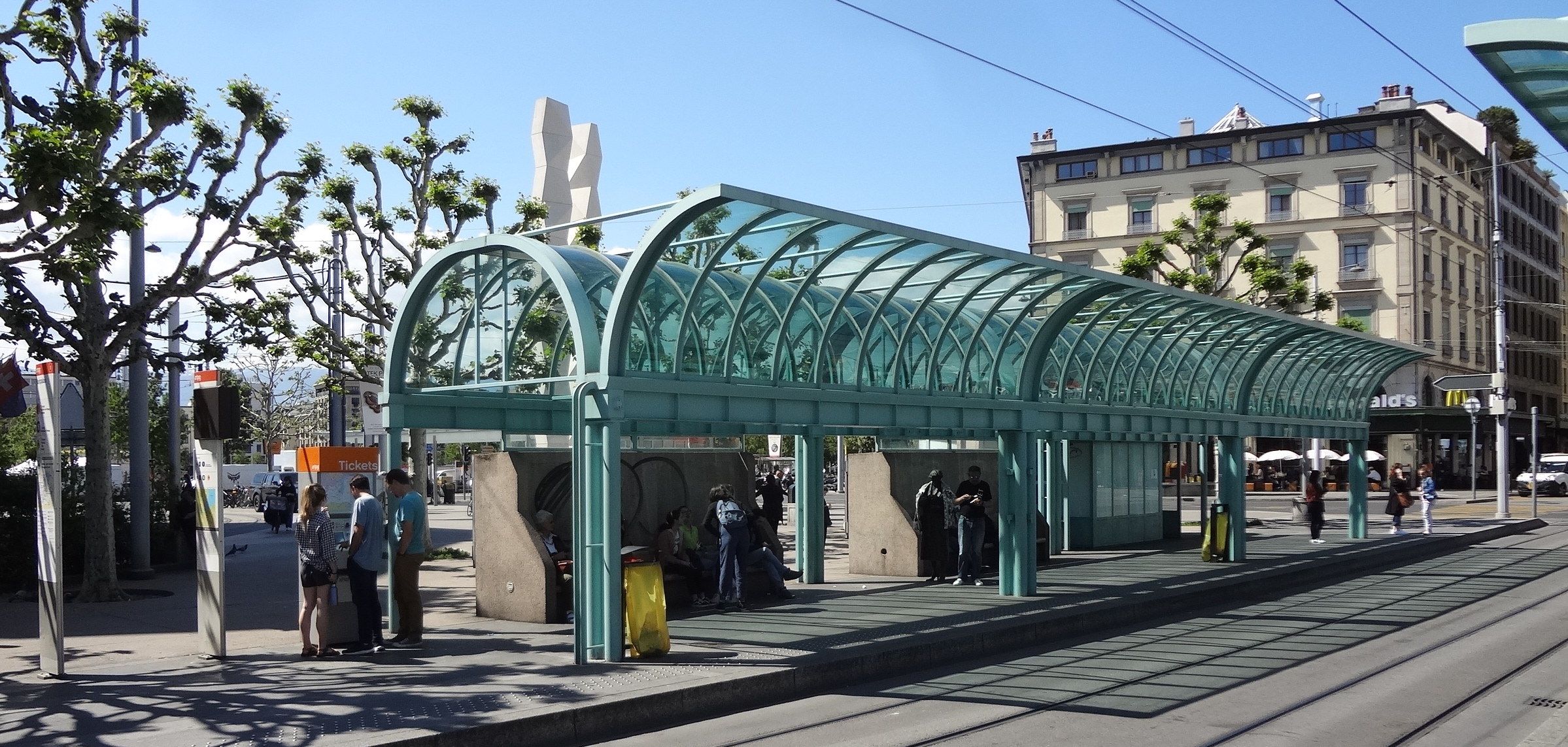
Genève, Plainpalais
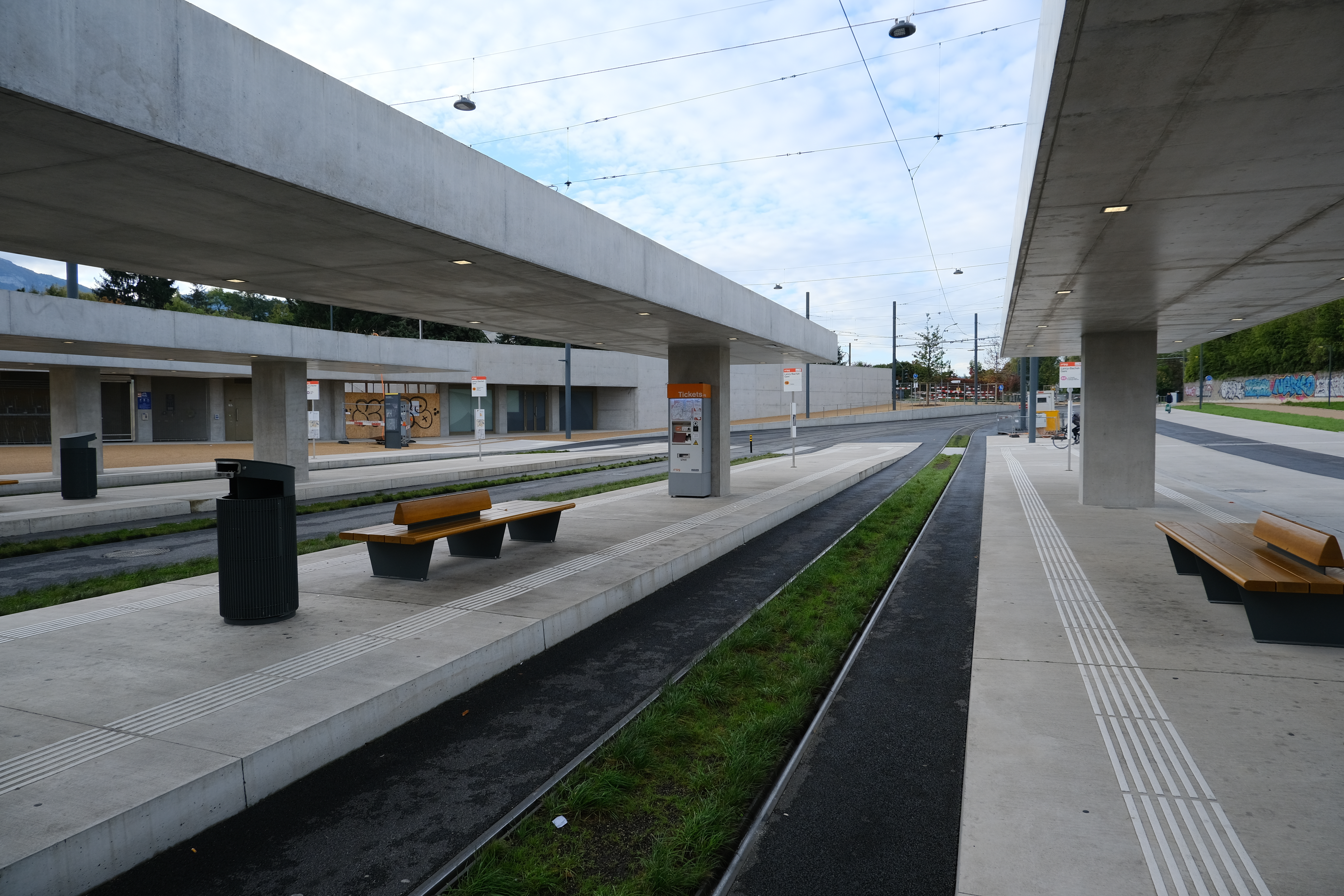
Lancy-Bachet, gare
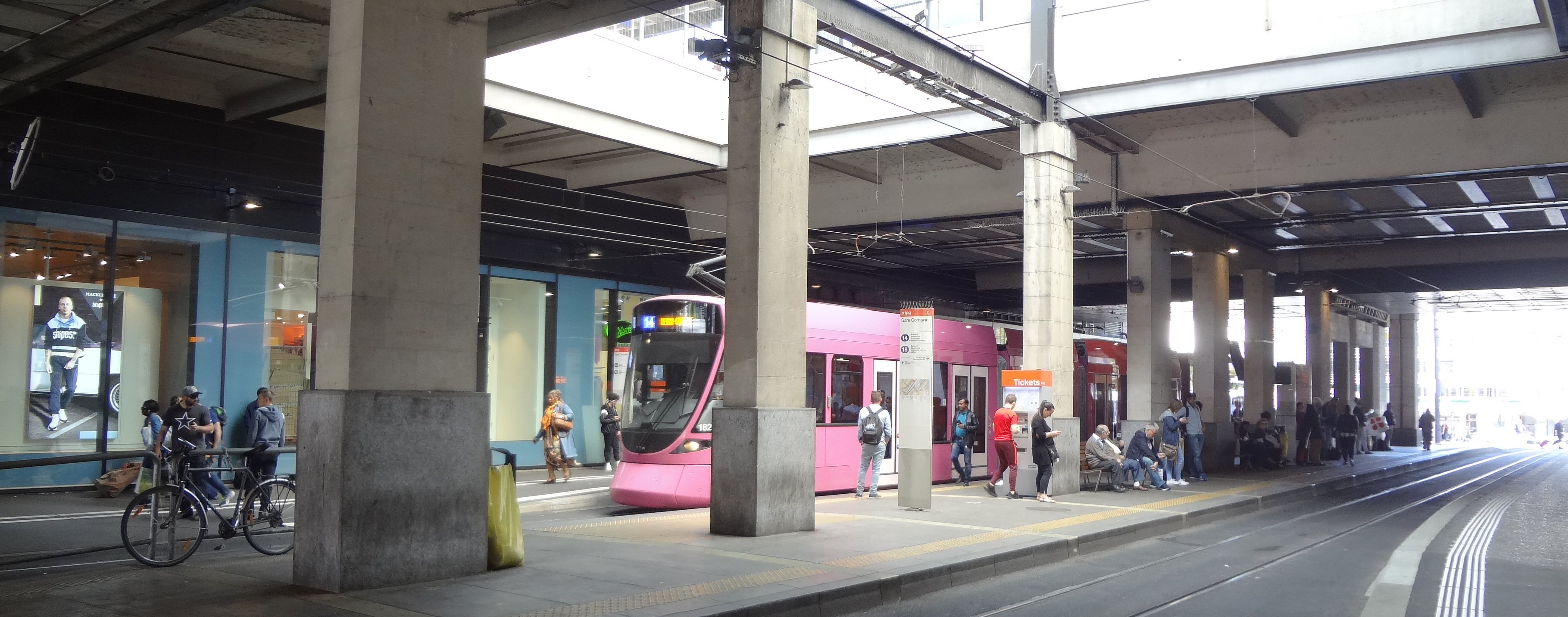
Genève, gare Cornavin
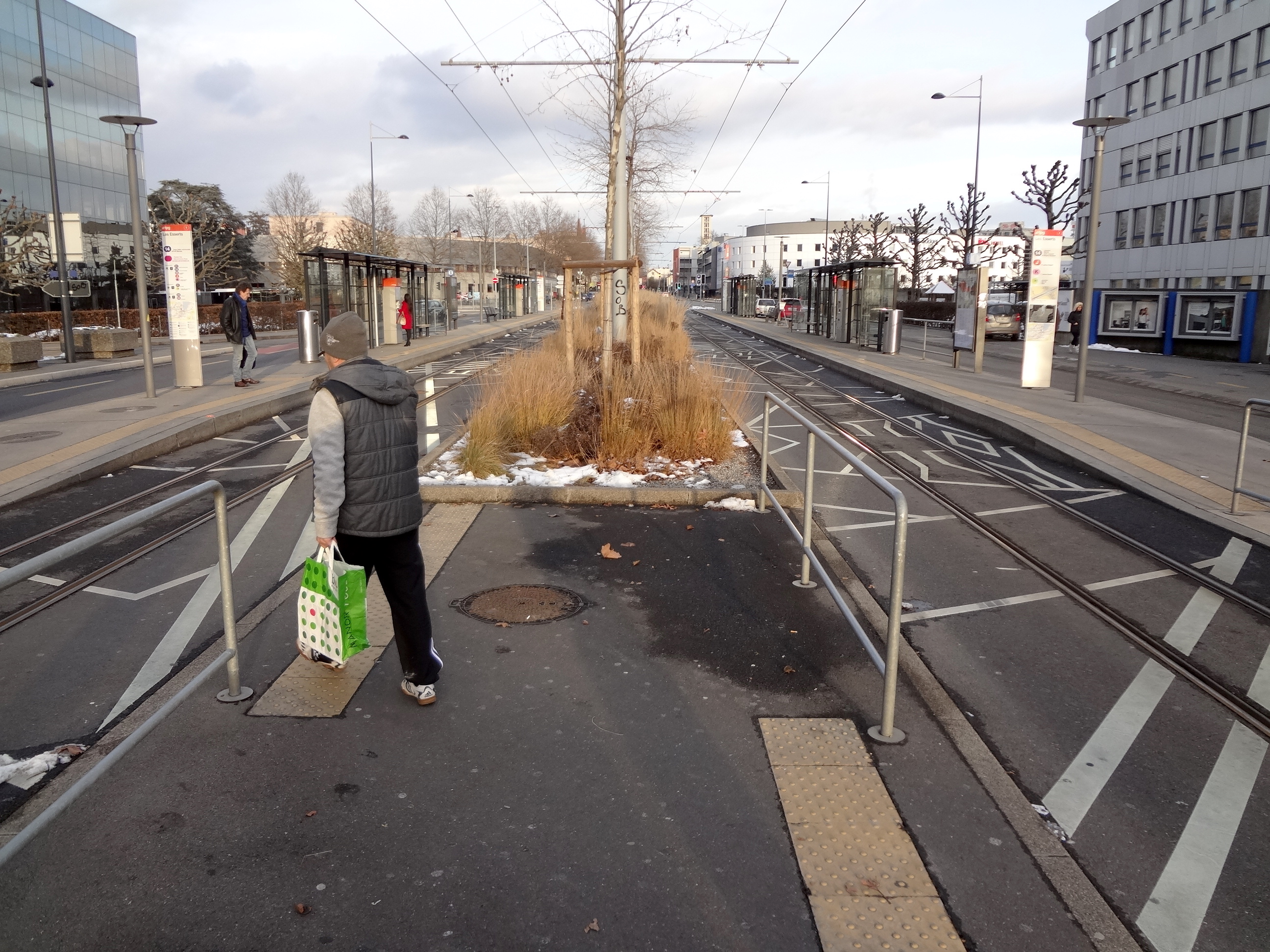
Petit-Lancy, Les Esserts
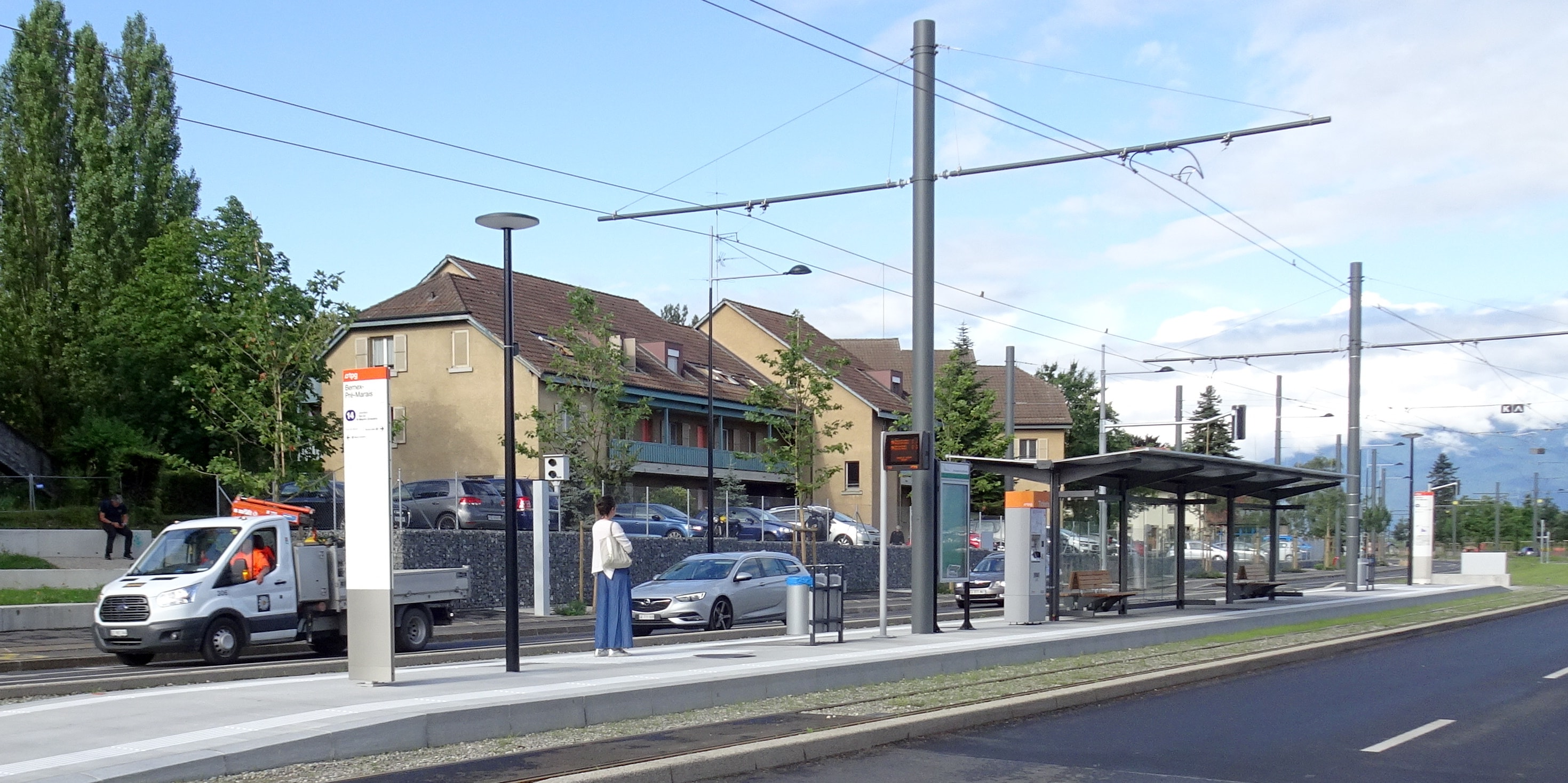
Bernex, Pré-Marais
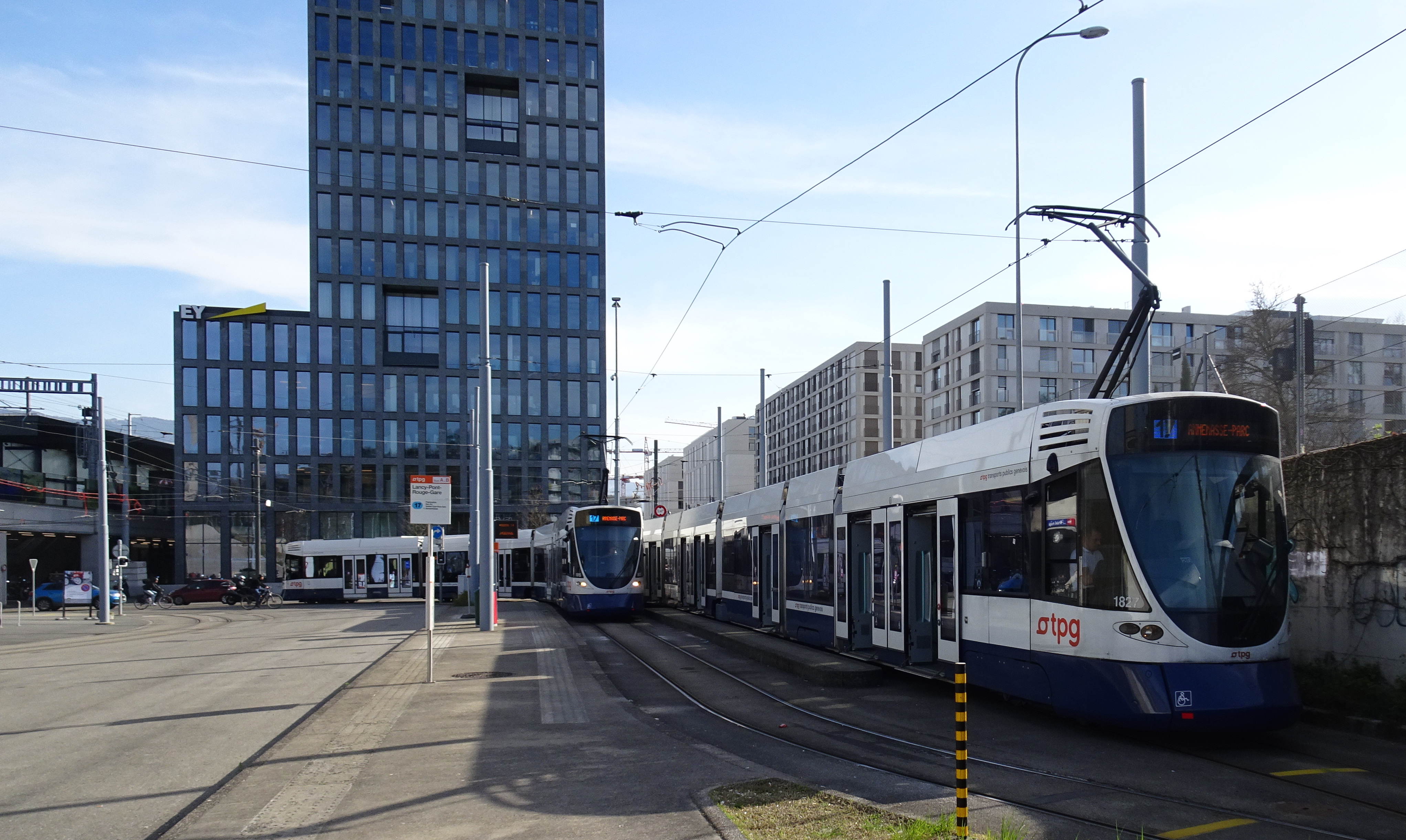
Lancy-Pont-Rouge, gare